# Бетти Хаттон
Бетти Хаттон (англ. Betty Hutton; 26 февраля 1921 — 11 марта 2007) — американская певица и ведущая актриса студии «Paramount Pictures» на рубеже 1940-х и 1950-х годов.

## Биография

### Юные годы
Будущая актриса появилась на свет 26 февраля 1921 года, под именем Элизабет Джан Торнбёрг, в небольшом городке Батл-Крик, в штате Мичиган. Её отец променял семью на новую любовь, и Элизабет ничего о нём не слышала, пока в 1939 году им не пришла телеграмма, что он покончил с собой.
Оставшись на произвол судьбы с двумя малолетними дочерьми, миссис Торнбёрг переехала с ними в Детройт, где надеялась устроиться на какой-нибудь автомобильный завод. Но время оказалось тяжёлым и не в состоянии найти работу, она решила преступить закон и открыть подпольный бар, которые были в то время запрещены. Там она вместе со старшей дочерью стала организовывать музыкальные номера, а когда Элизабет исполнилось три года, она тоже присоединилась к ним. По прошествии некоторого времени на их заведение вышла полиция, и клуб пришлось прикрыть. Но не видя другого способа к существованию, миссис Торнбёрг переехала в другой конец города, где вновь возобновила свою нелегальную деятельность.

### Дебют и успех в Голливуде
Повзрослев, Элизабет стала выступать в молодёжных музыкальных группах, и однажды, посчитав себя уже достаточно талантливой, отправилась в Нью-Йорк, где надеялась получить работу на Бродвее, но туда её так и не взяли. Спустя несколько лет её приметил музыкант Винсент Лопез, который и помог ей пробиться в шоу-бизнес. Вскоре она стала появляться в небольших ролях в музыкальных короткометражках «Warner Bros.», а также на неприступном для неё несколькими годами ранее Бродвее, где дебютными для неё стали роли в мюзиклах «Двое на шоу» и «Панама Хэтти», с Этель Мерман в главной роли. В то же время она сменила своё имя на псевдоним Бетти Хаттон.

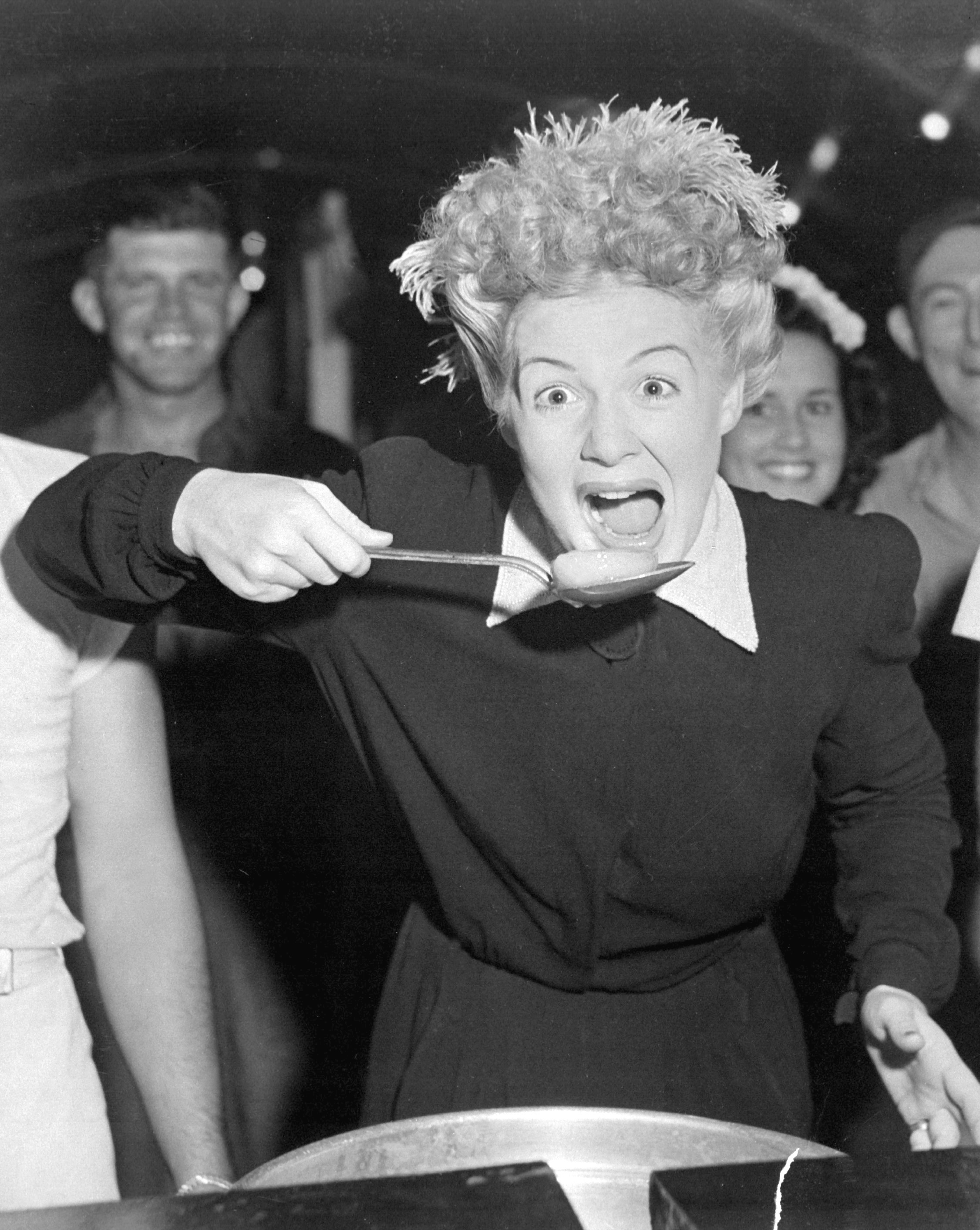
Бетти Хаттон во время посещения военной базы на Маршаловых островах (1944)

В 1942 году продюсер Бадди Де Силва, с котором она работала на Бродвее, пригласил её на роль Бэсси Дэй в музыкальный фильм «Paramount Pictures» «Следуя за флотом», который принёс начинающей актрисе первый успех. Несмотря на это, студия не сразу стала снимать Бетти на главных ролях и после ей ещё пару раз пришлось довольствоваться второстепенными персонажами. Лишь в 1944 году Хаттон была утверждена на главную роль в комедии «Чудо в Морганс-Крик», после выхода которой на экран она по праву заняла место основной звезды на студии «Paramount Pictures», вытеснив тем самым занимавшую прежде это место Дороти Ламур.
В последующие двенадцать лет своего триумфа в Голливуде Бетти Хаттон появилась в 19 успешных фильмах, среди которых «Сюда набегают волны» (1944), «Зажигательная блондинка» (1945) и сверхпопулярная комедия «Злоключения Полины» (1947). Также большой популярностью пользовалась музыкальная комедия «Давайте потанцуем» (1950), где Бетти Хаттон выступила вместе с Фредом Астером. В том же году на экраны вышла картина «Возьми ружьё, Энни!», где Хаттон также исполнила главную роль, заменив на этом посту снова подсевшую на алкоголь и наркотики Джуди Гарленд. Фильм стал кассовым хитом, а сама актриса получила восторженные отзывы критиков, хотя создатели фильма позже признались, что с ней работать ничуть ни легче, чем с миссис Гарленд.
В годы Второй мировой войны Бетти Хаттон участвовала в программе «USN» — гастролировала с другими американскими артистами по американским военным базам, где выступала в различных развлекательных программах для солдат. В 1940-х она также сотрудничала со студиями звукозаписи «Capitol Records» и «RCA Records», где записала некоторые свои композиции.
В 1945 году Бетти Хаттон вышла замуж за промышленника Теда Брискина, ставшего отцом её двух дочерей. В 1950 году супруги развелись, а спустя два года актриса вновь сочеталась узами брака с хореографом Чарльзом О’Карраном.

### Закат карьеры
Её время в качестве одной из ведущих звёзд Голливуда закончилось после выхода на экраны картин «Величайшее шоу мира» (1952) и «Кто-то любит меня» (1952). Вслед за этим у актрисы начались перебранки с руководством «Paramount Pictures», из-за разногласий в её дальнейшем контракте. Как в те годы писала «The New York Times», Бетти Хаттон потребовала от компании, чтобы в съёмках следующего её фильма принял участие её супруг Чарльз О’Карран, на что студия дала категорический отказ. В ответ на это Бетти Хаттон закатила истерику и разорвала с ней контракт. После этого актриса лишь раз появилась на большом экране, в драме «Весенняя встреча», исполнив там совершенно необычную для себя серьёзную роль. В итоге кассовые сборы показали, что публика не готова принять актрису в таком образе и после этого Хаттон решила прекратить свою карьеру в кино.
Совместная жизнь с О’Карраном впоследствии тоже не заладилась и в 1955 году они развелись. В том же году Хаттон вышла замуж за бизнесмена Алана В. Ливингстона, а после развода и с ним, в 1960 году, стала женой джазмена Пита Кандоли.

### Последующие годы
В последующие годы актриса стала работать на радио, выступать в развлекательных шоу в Лас-Вегасе, а также попробовала себя и на телевидении. В 1959 году на телеэкранах стартовал её собственный комедийный ситком «Шоу Бетти Хаттон», но он так и не получил должной популярности у аудитории и вскоре был снят с показа. Затем Бетти Хаттон вернулась на Бродвей, где некоторое время играла в одном из мюзиклов. В 1967 году она попыталась вернуться в большое кино, подписав снова контракт с «Paramount Pictures» на съёмки в двух вестернах, но после запуска первого проекта он был аннулирован.
Впоследствии у Хаттон начались проблемы с алкоголем и злоупотребление снотворным, из-за чего в 1970 году она чуть не покончила с собой. Следствием всего этого также стал её развод с Питом Кандоли, вслед за которым актриса объявила о её полном банкротстве.
Вновь интерес к Бетти Хаттон подогрел комик Джой Адам, который в 1974 году в одном из ресторанов Нью-Йорка, в кругу её друзей, провёл вечер, посвящённый актрисе. Вскоре спонсором удалось собрать сумму в $10,000 для Бетти Хаттон, что стало для неё стимулом к возвращению. После этого актриса прошла курс реабилитации, а также наставничество у католического священника Питера Магира, после чего даже приняла католицизм и стала работать в его приходском доме кухаркой.
Вернувшись к нормальной жизни, Бетти Хаттон окончила школу, которую бросила в юности после девятого класса, а затем получила степень бакалавра в психологии в университете города Нью-Порт. В кино Бетти Хаттон так и не вернулась, а появилась лишь на Бродвее в мюзикле «Энни», в котором она играла с 1977 по 1983 год. В последующие годы она преподавала актёрское мастерство в университете, а также была управляющей в казино.
В 1996 году, после смерти отца Магира, Бетти Хаттон вернулась в Калифорнию с целью быть ближе к дочерям и внукам, и поселилась в Палм-Спрингс. Но как показало время, дочери очень холодно отнеслись к возвращению матери, и в последующие годы Хаттон с ними почти не виделась. Последние свои годы она провела тихо и уединённо в своём доме в Калифорнии, где и умерла от рака 11 марта 2007 года.
Её вклад в кино был отмечен звездой на Голливудской аллее славы.